# Ardro pri Raki
Ardro pri Raki je naselje v Občini Krško.
Leta 1953 so imenu vasi dodali pri Raki.